# 绛州三楼
35°36′52″N 111°12′53″E / 35.61444°N 111.21472°E
绛州三楼位于中国山西省运城市新绛县城内，包括绛州钟楼、绛州乐楼和绛州鼓楼，均位于新绛县城内西侧高塬之上。
绛州钟楼：始建于宋，明弘治元年（1488年）重修，单檐十字歇山顶，楼下四面有拱券门洞，楼内有金代铁钟。
绛州乐楼：始建于明洪武年间，坐北朝南，上下两层，面阔五间，进深二间。
绛州鼓楼：始建于元至正年间，坐北朝南，楼身面阔五间，进深四间，三重檐歇山顶。
2001年6月25日公布第五批全国重点文物保护单位时，将绛州三楼（钟楼、鼓楼、乐楼）归入绛州大堂。